# بریجت پتیس
بریجت پتیس (انگلیسی: Bridget Pettis؛ زادهٔ ۱ ژانویهٔ ۱۹۷۱) بازیکن بسکتبال اهل ایالات متحده آمریکا است.
از باشگاه‌هایی که در آن بازی کرده‌است می‌توان به فینکس مرکوری اشاره کرد.